# Nash 600

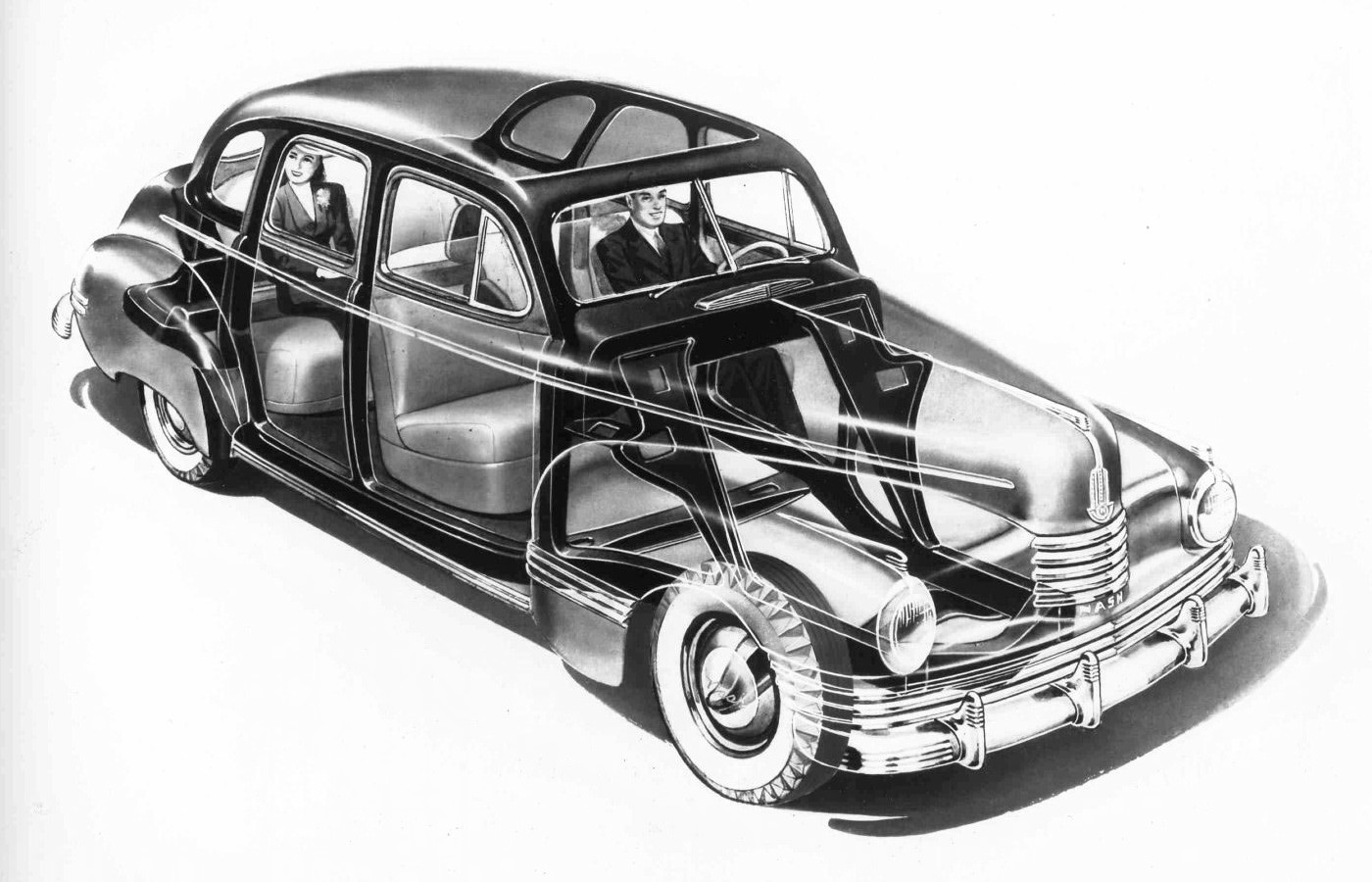
Zeichnung eines Nash 600 von 1942, die die Monocoque-Konstruktion zeigt

Der Nash 600 war ein Automobil, das Nash Motors, die Automobilabteilung der Nash-Kelvinator Corporation, von 1940 bis 1949 herstellte. Danach wurde der Wagen in Nash Statesman umbenannt.
Der "600" wird allgemein als der erste US-amerikanische Serienwagen bezeichnet, der in Monocoque-Konstruktion hergestellt wurde, wobei der Rahmen und die Karosserie verschweißt anstatt – wie bis dahin üblich – verschraubt wurden. Dieses Konstruktionsprinzip erlaubte es Nash, den Wagen als leichter, ruhiger und steifer als die Konkurrenz-Produkte anzupreisen.
In seinem letzten Produktionsjahr 1949 wurde der 600 mit einer strömungsgünstigen Pontonkarosserie ausgestattet und mutierte so zum Nash 600 Airflyte. Ein Jahr später wurde er in Nash Statesman umbenannt.
Der Nash 600 (und der Nash Ambassador Custom) von 1948 waren von Helene Rother, der neuen Innenraumdesignerin von Nash, ausgestattet worden. So entstand eine der modischsten Innenausstattungen in der gesamten Autoindustrie. Beispielsweise waren Polster- und Ausstattungsfarben auf bestimmte Außenfarben abgestimmt.